# 褐头蒿
褐头蒿（学名：Artemisia aschurbajewii）是菊科蒿属的植物。分布在俄罗斯以及中国大陆的新疆、甘肃、青海等地，生长于海拔1,200米至3,500米的地区，多生于荒漠草原、草甸草原、亚高山草原或砾质坡地，目前尚未由人工引种栽培。